# Engelhartstetten
Engelhartstetten – gmina targowa w Austrii, w kraju związkowym Dolna Austria, w powiecie Gänserndorf. Według Austriackiego Urzędu Statystycznego liczyła 1909 mieszkańców (1 stycznia 2014).

## Historia
W granicach gminy znajduje się wieś Groissenbrunn, miejsce bitwy pod Kressenbrunn z 1260 pomiędzy Czechami a Węgrami.